# Gonda Lesaffer

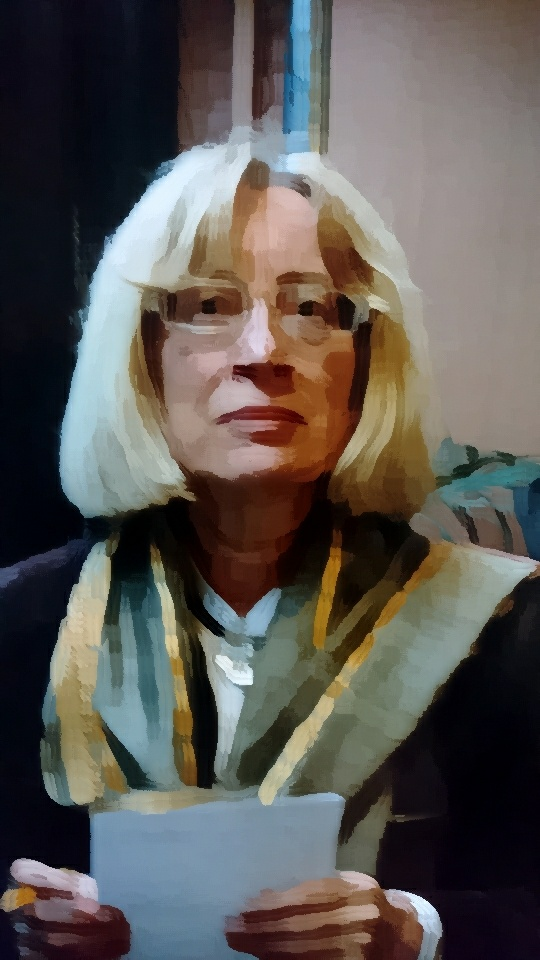
Gonda Lesaffer

Gonda Lesaffer (Wervik, 20 maart 1944) is een Vlaamse dichteres.                                                                           

## Biografie
Zij studeerde klassieke filologie aan de Katholieke Universiteit Leuven.
Haar poëzie heeft een cultuurhistorische inslag. "Anna Perenna" is een meditatie over de tijd in vijf cycli: Het begin, De jaargetijden, De dierenriem, De maanden, De dagen. "Zij" handelt over zesendertig vrouwen die de geschiedenis hebben beïnvloed van de prehistorie tot nu. "Ithaka" evoceert steden met een verleden van A tot Z. Het jaar van de kus is een meditatie over de twintigste eeuw, vermengd met persoonlijke herinneringen.

## Publicaties

### Handboek
- De dansende Faun. Topmomenten uit de Latijnse literatuur (in samenwerking met Paul Claes), Leuven: uitgeverij Wolters (1989)

### Poëzie
- Anna Perenna, Leuven: uitgeverij P (2002)
- Zij. Zesendertig vrouwen, Leuven: uitgeverij P (2003)
- Ithaka. Zesentwintig locaties, Leuven: uitgeverij P (2009)
- Het jaar van de kus, Leuven: uitgeverij P (2016)

- International Standard Name Identifier: 0000 0003 6900 5849
- Nederlandse Thesaurus van Auteursnamen: 074790889
- Virtual International Authority File: 286075402
- WorldCat: E39PBJhd9fxDwgPWQRcvK6y8G3